# Skagenski slikarji
Skagenski slikarji (dansko Skagensmalerne) so bili skupina skandinavskih umetnikov, ki so se zbirali v vasi Skagen, najsevernejšem delu Danske, od poznih 1870-ih do preloma stoletja. Skagen je bil poletna destinacija, katere slikovita narava, lokalno okolje in družbena skupnost so pritegnili umetnike s severa, da so slikali pleneristično in posnemali francoske impresioniste – čeprav so na člane kolonije Skagen vplivala tudi realistična gibanja, kot je Barbizonska šola. Odtrgali so se od precej togih tradicij Kraljeve danske akademije za likovno umetnost in Kraljeve švedske akademije za umetnost ter sprejeli najnovejše trende, ki so se jih naučili v Parizu. Med skupino so bili Anna in Michael Ancher, Peder Severin Krøyer, Holger Drachmann, Karl Madsen, Laurits Tuxen, Marie Krøyer, Carl Locher, Viggo Johansen in Thorvald Niss iz Danske, Oscar Björck in Johan Krouthén iz Švedske ter Christian Krohg in Eilif Peterssen iz Norveške. Skupina se je redno zbirala v hotelu Brøndums.
Skagen, na samem severu Jutlandije, je bila največja ribiška skupnost na Danskem, kjer se je tako ukvarjalo več kot polovica njenega prebivalstva. Med domačini so bili ribiči daleč najpogostejša tema skagenskih slikarjev. Dolge plaže Skagena so bile izkoriščene v krajinah skupine; P.S. Krøyerja, enega najbolj znanih skagenskih slikarjev, je navdihnila svetloba večerne »modre ure«, zaradi katere se je zdelo, da se voda in nebo optično zlijeta. To je zajeto v eni njegovih najbolj znanih slik, Poletni večer na plaži Skagen – Umetnik in njegova žena (1899). Čeprav sta imela slikarja svoje individualne sloge brez kakršne koli zahteve po skupnem pristopu ali manifestu, je bil eden od njihovih skupnih interesov slikanje prizorov lastnih družabnih srečanj, igranja kart, praznovanja ali preprosto skupnega obedovanja.
Michael Ancher je opozoril na zanimivosti tega območja, ko je s svojim Will He Round the Point? (1885) je kupil kralj Kristijan IX. Danski. Poročil se je z Anno Brøndum, edino članico skupine iz Skagna, ki je postala pionirka umetnica v času, ko ženskam ni bilo dovoljeno študirati na danski Kraljevi akademiji. Danes Muzej Skagens, ustanovljen v jedilnici v hotelu Brøndum's oktobra 1908, gosti številna njihova umetniška dela, skupaj približno 1800 kosov. Številne slike so bile digitalizirane v okviru Google Art Project in so dostopne na spletu. Sorodne razstave se nadaljujejo; leta 2008 je Muzej moderne umetnosti Arken v Københavnu predstavil Slikarji Skagena – v novi luči, leta 2013 pa je Narodni muzej žensk v umetnosti v Washingtonu D. C. predstavil A World Apart: Anna Ancher in Skagen Likovna kolonija.

## Zgodovina
Prvi opazen umetnik, ki je slikal v Skagnu, je bil Martinus Rørbye (1803–1848), ena osrednjih osebnosti zlate dobe danskega slikarstva. Njegov prvi obisk je bil leta 1833, vendar se je vrnil proti koncu svojega življenja v letih 1847 in 1848. Spominjamo se ga zlasti po njegovi sliki Možje iz Skagena na poletnem večeru v lepem vremenu, naslikanem leta 1848. Še en marinski slikar, Vilhelm Melbye (1824–1882), je leta 1848 obiskal Skagen in naslikal svoj Pogled na Skagen. Po Karlu Madsenu je med letoma 1862 in 1870 mesto večkrat obiskal tudi slikar Peter Raadsig (1806–1882), ki je slikal sipine in ribiče. Christian Blache (1838–1920), še en marinski slikar, je Skagen prvič obiskal leta 1869, ko je naslikal svoj Sivi svetilnik. Zaradi njegovega vpliva je mesto leta 1871 prvič obiskal pesnik in dramatik Holger Drachmann.
V 1860-ih in 1870-ih, kljub razvijajočim se trendom v Evropi, zlasti v Parizu, ki so sprejeli realizem in impresionizem, Kraljeva danska akademija za likovno umetnost in Kraljeva švedska akademija za umetnost nista želeli spremeniti svojega pristopa in vztrajali, da bi morali njihovi študenti še naprej slikati v prednostna sloga historicizma in neoklasicizma. Med tistimi, ki jih je ta pristop vedno bolj razočaral, so bili Michael Ancher, Karl Madsen in Viggo Johansen, ki so v zgodnjih 1870-ih študirali na Kraljevi danski akademiji v Københavnu. Madsen, ki je že obiskal Skagen leta 1871, ko je bival pri svojem stricu v bližnjem Frederikshavnu, je leta 1874 povabil Ancherja, da se mu tam pridruži, da bi slikal lokalne ribiče. Postal je prijatelj družine Brøndum, ki je imela trgovino z barom, ki so jo kmalu razširili v gostišče Brøndums Gastgiveri. Povabljen je bil na birmo k njuni 15-letni hčerki Anni in takoj je pokazal zanimanje zanjo. Naslednje leto se je vrnil v Skagen z Madsenom in Viggom Johansenom, na katerega je močno vplival francoski impresionizem. Johansen je zlasti začel slikati prizore na prostem, ki so združevali impresionizem z realizmom.
Leta 1876 in zlasti leta 1877 je več drugih umetnikov preživelo poletje v Skagnu, pri čemer so hišo Brøndumovih uporabljali za namestitev in pogosta srečanja. Michael Ancher je Skagen naredil za svoj novi dom. Leta 1878 se je zaročil z Anno Brøndum in se z njo poročil leta 1880. Njun dom je nato postal osrednja točka za umetnike, še posebej potem, ko je kralj Kristijan IX. kupil Ancherjevo sliko Will He Round the Point?. Anna Ancher se je začela resno zanimati za slikanje, potem ko so se umetniki začeli zadrževati v gostilni njene družine in puščali svoje slike, da se posušijo v njihovih sobah, ko so odšli čez dan. Skrbno jih je proučevala in leta 1875 obiskovala umetniško šolo Vilhelma Kyhna v Københavnu. Kasneje je nanjo vplival Christian Krohg, ki jo je naučil umetnosti slikanja ljudi v vsakdanjem življenju in polne uporabe barv. Krohg je prvič prišel v Skagen poleti 1878 na spodbudo Georga Brandesa, ki ga je spoznal v Berlinu. S seboj je prinesel številne najnovejše mednarodne umetnostne trende, ki so vplivali na druge člane skupine. Srečanja z lokalnim prebivalstvom so močno vplivala tudi na njegovo delo.
Leta 1882 sta Ancherjeva odpotovala v tujino. Ko sta bila na Dunaju, sta spoznala P. S. Krøyerja, ki jih je obvestil, da bo tisto leto tudi prišel v Skagen, kljub dejstvu, da Ancher očitno ni bil preveč navdušen, da bi bil tam. Krøyer, ki je imel tesne stike z več impresionističnimi umetniki v Parizu, je takoj postal osrednji član in neuradni vodja umetniške kolonije. Leta 1883 je ustanovil Večerno akademijo, kjer so se umetniki zbirali, da bi slikali in razpravljali o delih drug drugega, pogosto pa uživali v šampanjcu. Leta 1884 je nemški slikar Fritz Stoltenberg posnel fotografije umetnikov, ki so praznovali na vrtu Ancherjevih, takoj po tem, ko se je par preselil v svoj novi dom. Ena od teh fotografij je še posebej navdihnila Krøyerja, da je slikal Hip, Hip, Hura!, za kar je potreboval štiri leta.
Leta 1890 je prihod železnice v Skagen povzročil ne le širitev vasi, ampak je pripeljal tudi veliko število turistov. To je bilo v veliki meri zaslužno za prekinitev rednih poletnih srečanj umetnikov, saj niso več našli ustreznega bivališča ali prostora za srečanja. Vendar so nekateri od njih kupili domove v Skagnu: P. S. Krøyer leta 1894, Laurits Tuxen leta 1901 in Holger Drachmann leta 1903.
Anna in Michael Ancher, Krøyer in Tuxen so nadaljevali s slikanjem v Skagnu do globoko v 20. stoletju in občasno so se jim pridružili njihovi prejšnji prijatelji. Dva osrednja člana skupine, Drachmann in Krøyer, sta umrla leta 1908 in 1909, s čimer so se tradicionalna srečanja skupine končala. Kljub temu so bili drugi slikarji, včasih imenovani mlajša skupina skagenskih slikarjev, ki so še naprej obiskovali to območje. Med njimi so bili Jørgen Aabye, Tupsy in Gad Frederik Clement, Ella Heide, Ludvig Karsten, Frederik Lange in Johannes Wilhjelm, od katerih so se nekateri naselili na tem območju do leta 1930 ali celo pozneje. Muzej Skagens ima v svoji zbirki številna njihova dela.
Drug pomemben umetnik, ki je obiskal Skagen od leta 1906, je bil J. F. Willumsen, ki je leta 1909 naslikal Otroke, ki se kopajo na plaži Skagen.

## Člani skupine
Med glavnimi danskimi slikarji so bili Karl Madsen, Laurits Tuxen, Marie Krøyer, Carl Locher, Viggo Johansen, Thorvald Niss, predvsem pa Anna in Michael Ancher ter Peder Severin Krøyer. Prisotni so bili tudi slikarji iz preostale Skandinavije, med njimi Oscar Björck in Johan Krouthén s Švedske ter Christian Krohg in Eilif Peterssen iz Norveške. Srečanja v Skagnu niso bila omejena le na slikarje. Člani skupine so bili tudi danski pisatelji Georg Brandes, Holger Drachmann in Henrik Pontoppidan ter švedski skladatelj Hugo Alfvén.
Skagenskim slikarjem so se za krajša obdobja pridružili tudi številni drugi umetniki. Z Danske so bili Vilhelm Kyhn, Einar Hein in Frederik Lange, z Norveške Frits Thaulow, Charles Lundh in Wilhelm Peters, s Švedske Wilhelm von Gegerfelt in Anna Palm de Rosa, iz Nemčije Fritz Stoltenberg in Julius Runge ter iz Anglije Adrian Stokes in njegovi žena, rojena v Avstriji, Marianne Stokes. Danski skladatelj Carl Nielsen in njegova žena Anne Marie, kiparka, sta prav tako preživljala poletja v Skagnu in na koncu tam kupila poletno hišo.

### Anna Ancher
Edina članica skupine, rojena v Skagnu, Anna Ancher (1859–1935), je bila hči Erika Brønduma, lastnika trgovine z živili in gostišča, ki je kasneje postalo hotel Brøndums. Po navdihu umetnikov, ki so tam ostali, je dobila prve lekcije od Karla Madsena, Vigga Johansena in Michaela Ancherja. Od leta 1875 je več zim preživela v Københavnu v šoli za slikarke Vilhelma Kyhna. Zaradi njenih portretov družine in prijateljev ter njenih barvnih sposobnosti velja za eno najboljših danskih umetnikov, čeprav so bili vsi njeni talenti v celoti cenjeni šele po njeni smrti. Njena dela prikazujejo prizore iz doma, otrok in žensk ter verskega življenja v Skagnu. Zdaj izstopa kot pionirka v času, ko se ni pričakovalo, da bodo ženske postale umetnice in niso bile sprejete na Kraljevo dansko akademijo. Za razliko od svojega moža je prevzela slog realizma, ki ga je navdihnil predvsem Christian Krohg. Ko je komentiral svojo Slepo žensko (1882), na kateri je obraz osvetljen na sicer temnem portretu, je Madsen poudaril, da je bila prva danska umetnica, ki je upodobila sončni žarek. Njena najbolj cenjena dela so Dekle v kuhinji (1886), Sončna svetloba v modri sobi (1891) in Misijonsko srečanje (1903).

### Michael Ancher
Michaela Ancherja (1849–1927), doma z otoka Bornholm, je leta 1874 v Skagen povabil prijatelj Karl Madsen, s katerim je skupaj študiral na akademiji. Leta 1880 se je poročil z Anno Brøndum in se naselil v Skagenu. Svoj umetniški preboj je dosegel leta 1879 s sliko Will he Round the Point?, ki jo je kupil kralj Kristijan IX. Nekaj drugih Ancherjevih del prikazuje junaške ribiče iz Skagena in njihove dramatične izkušnje na morju, ki združuje realizem in klasično kompozicijo. Ključna dela vključujejo Rešilni čoln peljejo skozi sipine (1883), Posadka je rešena (1894) in Utopljenec (1896). Slikal je tudi portrete in krajine, zlasti okrožja Østerby v Skagenu. Številne njegove slike si lahko ogleda v muzeju Skagens. Michael Ancher je postal eden najbolj cenjenih danskih slikarjev.

### Peder Severin Krøyer
Peder Severin Krøyer (1851–1909), rojen v Stavangerju na Norveškem, vendar vzgojen v Københavnu, je leta 1882 prišel v Skagen in se vračal skoraj vsako poletje ter se tam končno ustalil, potem ko se je leta 1889 poročil z Marie Triepcke. Sloves si je pridobil že zaradi svojih slik ribičev v Hornbæku na severni obali Zelandije, na potovanjih po Franciji pa je bil pod vplivom impresionističnega gibanja. V Skagnu je postal eden osrednjih in najbolj navdušenih članov skupine slikarjev, ki je ustvaril mojstrovine, ki so poudarjale posebne učinke lokalne svetlobe v njegovih prizorih na plaži, medtem ko je naslikal več nepozabnih del, ki beležijo živahna srečanja umetnikov. Ključna dela so Poletni večer na južni plaži Skagena (1893), V trgovini z živili, ko ni ribolova (1892) in Kresni ogenj na plaži Skagen (1906), ki prikazuje številne člane skupnosti, vključno s Krøyerjevo hčerko Vibeke, županom Ottom Schwartz in njegova žena Alba Schwartz, Michael Ancher, Degn Brøndum, Anna Ancher, Holger Drachmann in njegova tretja žena Soffi, Hugo Alfvén in Marie Krøyer.

### Viggo Johansen
Viggo Johansen (1851–1935), ki je študiral na Kraljevi akademiji pri Michaelu Ancherju (tudi brez diplome), je prvič odšel v Skagen leta 1875. Kot aktiven član skupine se je leta 1880 poročil s sestrično Anne Ancher, Martho Møller. Od 1885 je razstavljal je v Parizu, kjer ga je navdihnil Claude Monet. Njegove slike so prevzele svetlejše tone, saj je opazil odsotnost črne barve v delih francoskih umetnikov in menil, da so njegova prejšnja dela v primerjavi s tem pretemna. Monetova uporaba barv se odraža v njegovi sliki Christian Bindslev je bolan (1890). Delo prikazuje močnejše kontraste kot njegove prejšnje slike, saj prikazuje rdečebradega kristjana, ki gleda proti svetlobi ob vznožju svoje postelje, kjer goreča zlata in bela sončna svetloba tečeta navzdol na majhno modro omarico na steni. Med deli, ki jih je naslikal v Skagenu, sta Notranjost kuhinje (1884), ki prikazuje njegovo ženo Marto, kako aranžira rože, in veliko svetlejše Delitev ulova (1885), ki prikazuje štiri ribiče, ki so svoj čoln potegnili na obalo, medtem ko ena od njihovih žena tam upa da bo nekaj za večerjo. Po sporu s P. S. Krøyerjem leta 1891 je bil Johansenov odnos z Ancherji napet in on in njegova družina nekaj let niso obiskali Skagena, a so se končno vrnili leta 1903.  Leta 1906 je postal profesor na Kraljevi akademiji, kjer je bil direktor od leta 1911 do 1914.

### Carl Locher
Danes nekoliko pozabljen Carl Locher (1851–1915) je bil eden prvih obiskovalcev Skagna. Holgen Drachmann, ki ga je učil, preden je obiskoval Kraljevo akademijo, ga je leta 1872 prepričal, da je šel tja. Locher se je še posebej zanimal za morsko slikarstvo in je sprejel realistični impresionistični pristop, na katerega je vplival čas, ki ga je preživel z Léonom Bonnatom v Parizu v 1870.-ih. Zavzema se za popolnost, zlasti v svojih risbah, njegova dela pokrivajo prehod od jadrnic do parnikov in od prvotnega Skagena do razvijajoče se turistične destinacije. Med njegovimi slikami so Ribiške ladje v mesečini, 1888, Svetilna ladja na grebenu Skagen (1892) in predvsem Poštna kočija  (ok. 1890), ki prikazuje konjsko vprego, ki je bila, dokler železnica ni dosegla Skagena leta 1890, pot potnikov. prišel tja iz Frederikshavna. Leta 1910 je Locher zgradil hišo s pogledom na plažo v Skagen Østerby, kjer je slikal, dokler leta 1913 ni umrl zaradi srčnih težav.

### Laurits Tuxen
Laurits Tuxen (1853–1927), rojen in odraščal v Københavnu, je študiral na Kraljevi danski akademiji skupaj s P. S. Krøyerjem, kjer je veljal za enega najboljših slikarjev. Leta 1875 je začel študirati v Parizu v ateljeju Léona Bonnata, s katerim je sodeloval tudi v naslednjih letih. Njegova Suzanna i Badet (1878), prvič naslikana v Parizu, je bila toplo sprejeta na spomladanski razstavi v Københavnu leta 1879. Skagen je prvič obiskal leta 1870, a se je po še nekaj obiskih v 1870-ih vrnil šele leta 1901. Potem ko je njegova prva žena umrla zaradi tuberkuloze, se je poročil z Norvežanko Frederikke Treschow in kupil hišo v Skagnu. Tam je naslikal številne slike, ki prikazujejo družino in prijatelje ter pokrajine. Med deli iz Skagena so Severno morje v nevihti (1909), mogočno Utopljeni deček je pripeljan na obalo (1913), ki ga navdihujejo slike utopitev, ki jih je videl v Franciji, in Točenje jutranje kave (1906), ki prikazuje Tuxenovo ženo Frederikke in njegovi hčerki Yvonne in Nina v svojem domu v Skagnu, Villa Dagminne. Z barvo, potezami čopiča in osvetlitvijo ozadja skozi okenske rože ustvarja umetnik domače vzdušje. Tuxenove najbolj znane slike pa so njegovi portreti evropskih kraljevih osebnosti, vključno s Kristijanom IX. Danskim, kraljico Viktorijo in carjem Nikolajem II.

### Christian Krohg
Norvežan Christian Krohg (1852–1925) je prvič obiskal Skagen s Fritsom Thaulowom leta 1879. Ena najpomembnejših osebnosti v norveški umetnosti je najprej študiral pravo, vendar je njegovo zanimanje za umetnost sprožilo prijateljstvo s soštudentko Eilif Peterssen. Obiskoval je slikarsko šolo J. F. Eckersberga v Christianii (zdaj Oslo), preden se je preselil v Karlsruhe in Berlin, kjer je študiral pri Karlu Gussowu in se specializiral za figuralno slikanje v novem idiomu realizma. V Berlinu se je spoprijateljil tudi z Georgom Brandesom. Leta 1879 se je vrnil v Christianio, preden je odpotoval v Skagen, kjer je dosegel svoj umetniški preboj, ki ga je pritegnilo preprosto življenje tamkajšnjih ribičev. Njegov Babord litt (1879), ki prikazuje ribiča na morju, velja za eno njegovih zgodnjih mojstrovin. Njegovo druženje z Ancherjem, Krøyerjem in drugimi člani kolonije je močno vplivalo na njegov slog, kot je razvidno iz del, ki jih je naslikal po vrnitvi na Norveško. V letih 1881–82 je odšel v Pariz, kjer sta bila pod vplivom Édouarda Maneta in impresionističnega gibanja. Njegovo izkušnjo francoske umetnosti je mogoče videti na več njegovih poznejših slikah iz Skagena, vključno z Utrujena (1885) in Spletanje las (1888), na katerih sta mati in otrok nenavadno s hrbtom obrnjena proti opazovalcu. Njegova svetlejša paleta z drznimi potezami čopiča in kontrastnimi toni modre, rdeče in zelene daje sliki globljo teksturo.

### Marie Krøyer
Marie Krøyer, rojena Triepcke (1867–1940), je izhajala iz premožne nemške družine, ki je živela v Københavnu. Že od malih nog si je želela postati umetnica in po zasebnem šolanju je odšla v Pariz, da bi nadaljevala študij. Tam je v začetku leta 1889 spoznala Krøyerja, ki se je takoj noro zaljubil vanjo. Čeprav je bil 16 let starejši od nje, se je par tisto poletje poročil. Leta 1891 sta se naselila v Skagenu, kar je Krøyerju dalo veliko priložnosti za slikanje portretov Marie, tako v zaprtih prostorih kot zlasti na plaži. Poletja, ki jih je Krøyer preživel skupaj s svojo ženo v 1890-ih, so bila očitno vir navdiha zanj, zlasti ker je imela Marie tudi sama močan čut za lepoto in je pogosto citirala Keatsov »Lepota je resnica, resnica je lepota«.  Zaradi obdobij duševne bolezni, ki jih je Krøyer doživel od leta 1900, je zakon razpadel. Leta 1912 se je poročila s Hugom Alfvénom, ki ga je prav tako prevzela njena lepota. Domneva se, da Marie po srečanju s Krøyerjem, na katerega je gledala kot na veliko bolj kompetentnega umetnika, ni želela slikati. Nekaj njenih del je kljub temu preživelo, vključno z Notranjost s šiviljo.

## Slogi slikanja
Spodbujeno z gibanjem Modern Breakthrough, ki ga je vodil Georg Brandes, je zgodnje slikarje pritegnila vaška skupnost Skagena, njene morske pokrajine in kultura, vse pa je bilo daleč stran od učinkov industrializacije na mestno življenje. Njihovi slikarski slogi so se razvili iz formalnega neoklasičnega pristopa Kraljeve akademije v Københavnu, da bi zajeli razvijajoče se evropske trende v realizmu in impresionizmu, vključno s plenerističnim pristopom, ki ga je sprejela Barbizonska šola. Umetnike so še posebej pritegnile možnosti za pleneristično slikanje, ki se osredotoča na dejavnosti tamkajšnjih ribičev in njihovih skromnih koč. V odsotnosti kakršnih koli pravil v koloniji so slikarji svobodno razvijali svoje individualne sloge. Kljub temu je bilo eno od skupnih zanimanj slikanje prizorov lastnih družabnih srečanj, pa naj gre za igranje kart, praznovanje ali preprosto skupno jed.
S plenerističnim pristopom so slikarji lahko ustvarjali svoja dela na prostem in takoj ujeli posebne učinke svetlobe in barv na svojih motivih. Ribiči so zaradi svojega nevarnega dela in junaškega vedenja veljali za posebno zanimivo skupino. Lars Kruse, ki ga je upodobil Michael Ancher, je bil znan po uspehu pri reševanju številnih mornarjev, ki bi se sicer utopili. P. S. Krøyerjeva dela so bila manj dramatična in so upodabljala ribiče, ki vlečejo svoje mreže podnevi na morju. Medtem ko so nekatere slike upodabljale avtentične dogodke, so umetniki pogosto plačevali ribičem, da so bili modeli, kar je dopolnilo njihove skromne dohodke. Krøyerjeva dela so vključevala tudi prizore sprehodov po plaži, romantične večere v mesečini in portrete njegove žene Marie. Sčasoma je Krøyer vedno bolj slikal »razpoloženja«, dela, ki so upodabljala posebno vzdušje »modre ure«, ki se je razvijala zvečer, ko se je nebo zlivalo z morjem. Poleg naročil na kraljevih dvorih v Evropi se Lauritsa Tuxena spominjamo po slikanju rož na svojem vrtu. Slike Anne Ancher so se na drugi strani osredotočale na notranjost doma, vključno z ženskami in otroki, v bolj abstraktnem, kolorističnem slogu.

## Muzej Skagens
Muzej Skagens je bil ustanovljen v jedilnici hotela Brøndums oktobra 1908. Victor Christian Klæbel, lokalni farmacevt, Degn Brøndum, lastnik hotela Brøndums in brat Anne Ancher, ter Michael Ancher, Krøyer in Tuxen so bili izvoljeni v sestavo prvega sveta guvernerjev. Po P. S. Krøyerjevi smrti leta 1909 je bila njegova hiša na plantaži Skagen uporabljena kot muzej. Leta 1919 je Degn Brøndum podaril vrt starega hotela muzeju Skagens kot mesto za novo stavbo. Dela so se začela leta 1926 in končala septembra 1928, ko je bil nov muzej uradno odprt.
Leta 1982 so razstavne prostore razširili s prizidkom, ki ga je zasnoval kraljevi geodet, arhitekt Jacob Blegvad, ki je načrtoval tudi poznejši prizidek muzeja, slavnostno odprtega leta 1989. Leta 1997 se je uprava muzeja preselila v Tehniško šolo. Leta 2014 je muzej doživel znatno dveletno razširitev svoje glavne stavbe, pa tudi združitev z dvema zgodovinskima hišnima muzejema Anchers Hus in Drachmanns Hus. Danes zbirka šteje skoraj 9000 del. Izbor teh del je na ogled v muzeju Skagens. Številne muzejske slike so bile digitalizirane v okviru Google Art Project in so dostopne na spletu.

## Filmi
Umetniki iz Skagena so bili tema filma Hip Hip Hurra! švedskega režiserja Kjella Gredeja, ki ga je navdihnila znamenita Krøyerjeva slika.
Leta 2012 je film The Passion of Marie v režiji Bille August dramatiziral Mariein vse težji odnos z možem P. S. Krøyer. Film temelji na knjigi Balladen om Marie Anastassie Arnold.